# فرودگاه آبی کسکیدز
فرودگاه آبی کسکیدز (به انگلیسی: Cascades Water Aerodrome) یک فرودگاه همگانی است که یک باند فرود آب دارد. این فرودگاه در کشور کانادا قرار دارد و در ارتفاع ۱۰۴ متری از سطح دریا واقع شده‌است.